# Samuel Kozlovský
Samuel Kozlovský (ur. 19 listopada 1999 w Bratysławie) – słowacki piłkarz grający na pozycji lewego obrońcy. Reprezentant Słowacji. Od 2024 roku zawodnik Widzewa Łódź.
W reprezentacji Słowacji zadebiutował w wygranym 2:0 meczu z reprezentacją Azerbejdżanu, rozgrywanego 8 września 2024 w ramach rozgrywek Ligi Narodów UEFA (2024/2025).

## Sukcesy
- 2020: Puchar Słowacji (x1) – wraz ze Slovanem Bratysława[2][5]